# 侯永生
侯永生（1940年10月—2014年12月），出生于辽宁省大连市，中国演员。1960年，毕业後成为大连话剧团的演员。因在电视剧《努尔哈赤》的表演获得第十届全国优秀电视剧“飞天奖”优秀男主角奖。电视剧《三国演义》25周年聚首时，唐国强透露侯永生已经去世。

## 话剧作品
- 《年青一代》
- 《万水千山》
- 《霓虹灯下的哨兵》
- 《少帅传奇》
- 《于无声处》

## 电影作品
- 《杨贵妃》饰演 陈玄礼（刘文治、周洁、濮存昕主演）

## 电视剧作品
| 劇名               | 角色         | 备注                     |
| 《奇情侠侣》       | 吴三桂       |                          |
| 《努尔哈赤》       | 努尔哈赤     | 其他主演：傅艺伟、高兰村 |
| 《袁崇焕》         | 努尔哈赤     |                          |
| 《唐明皇》         | 哥舒翰       |                          |
| 《三国演义》       | 赵云（老年） | 第四部 南征北战          |
| 《贺兰雪》         | 潘罗支       |                          |
| 《太平天国》       | 曾天养       |                          |
| 《孙子》           | 田无宇       |                          |
| 《谍战之特殊较量》 | 葛厅长       |                          |
| 《康熙王朝》       | 施琅         |                          |
| 《少年天子》       | 吴克善       |                          |
| 《少年康熙》       | 杨光先       |                          |
| 《日月凌空》       | 李勣         |                          |
| 《少年包青天3》    | 金匮         |                          |
| 《沧海百年》       | 林石         |                          |